# Evarist Bartolo
Evarist Bartolo (ur. 14 października 1952 w Mellieħa) – maltański polityk i nauczyciel akademicki, poseł do Izby Reprezentantów, w latach 1996–1998 i 2013–2020 minister edukacji, od 2020 do 2022 minister spraw zagranicznych i europejskich.

## Życiorys
Pochodzi z wielodzietnej rodziny nauczyciela szkoły podstawowej. W 1975 ukończył studia z zakresu literatury angielskiej na Uniwersytecie Maltańskim. Kształcił się w zakresie dziennikarstwa na Uniwersytecie Stanforda, a także uzyskał magisterium z pedagogiki na Cardiff University. Pracował jako wykładowca w De La Salle College, zajmował się również dziennikarstwem. W późniejszym czasie podjął działalność akademicką na Uniwersytecie Maltańskim jako wykładowca dziennikarstwa i komunikacji.
Zaangażował się w działalność polityczną w ramach Partii Pracy, był redaktorem naczelnym partyjnego dziennika „Il-Helsien”. W 1992 po raz pierwszy został wybrany na deputowanego do Izby Reprezentantów. Z powodzeniem ubiegał się o reelekcję w wyborach w 1996, 1998, 2003, 2008, 2013 i 2017.
W latach 1996–1998 sprawował urząd ministra edukacji i kultury narodowej w rządzie Alfreda Santa. W 2010 bez powodzenia ubiegał się o przywództwo w Partii Pracy. W 2013 objął stanowisko ministra edukacji i zatrudnienia w gabinecie Josepha Muscata, pozostając na tej funkcji również w jego kolejnym rządzie z 2017. W styczniu 2020 nowy premier Robert Abela powierzył mu funkcję ministra spraw zagranicznych i europejskich. Stanowisko to zajmował do marca 2022; wcześniej w tym samym miesiącu nie uzyskał poselskiej reelekcji, deklarując następnie odejście z bieżącej polityki.

## Życie prywatne
Żonaty z Gillian, z którą ma dwoje dzieci.